# Oszmán-török nyelv
Az oszmán-török nyelv ( لسان عثمانی lisân-ı Osmânî, törökül: Osmanlıca vagy Osmanlı Türkçesi, magyarul helyenként oszmanli nyelv) a török nyelv egy változata, melyet az Oszmán Birodalomban használtak adminisztratív, illetve irodalmi nyelvként. Perzsa közvetítéssel arab és perzsa szavakat és nyelvtani elemeket tartalmazott. Ez a keverék meglehetős nehézséget okozott mind a kiejtés, mind az írás terén, mivel a három nyelv különböző nyelvcsaládokba tartozik, a török az altaji, a perzsa az indoeurópai, az arab pedig az afroázsiai nyelvcsaládba, ennek megfelelően pedig az oszmán-török esetében alkalmazott arab írás nem volt képes például a török nyelv egyes hangjainak leképezésére. Mivel az ország lakosságának nagy része írástudatlan volt, az oszmán-törököt csak a felsőbb rétegek és az adminisztratív funkciót betöltő hivatalnokok ismerték, a beszélt nyelv a török maradt.

## Írásrendszer
Az oszmán-török nyelv a perzsa-arab írásrendszer egy változatát használta, egészen 1928-ig.

### Ábécé
| Magában | Szóvégi | Közbenső | Szókezdő | Név            | Modern török          | IPA                     |
| ------- | ------- | -------- | -------- | -------------- | --------------------- | ----------------------- |
| ﺍ       | ﺎ       | —        | —        | elif           | a, e                  | [a], [e]                |
| ﺀ       | —       | —        | —        | hemze          |                       |                         |
| ﺏ       | ﺐ       | ﺒ        | ﺑ        | be             | b                     | [b]                     |
| ﭖ       | ﭗ       | ﭙ        | ﭘ        | pe             | p                     | [p]                     |
| ﺕ       | ﺖ       | ﺘ        | ﺗ        | te             | t                     | [t]                     |
| ﺙ       | ﺚ       | ﺜ        | ﺛ        | se             | s                     | [s]                     |
| ﺝ       | ﺞ       | ﺠ        | ﺟ        | cim            | c                     | [d͡ʒ]                    |
| ﭺ       | ﭻ       | ﭽ        | ﭼ        | çim            | ç                     | [tʃ]                    |
| ﺡ       | ﺢ       | ﺤ        | ﺣ        | ha             | h                     | [ħ]                     |
| ﺥ       | ﺦ       | ﺨ        | ﺧ        | hı             | h                     | [x]                     |
| ﺩ       | ﺪ       | —        | —        | dal            | d                     | [d]                     |
| ﺫ       | ﺬ       | —        | —        | zel            | z                     | [z]                     |
| ﺭ       | ﺮ       | —        | —        | re             | r                     | [r]                     |
| ﺯ       | ﺰ       | —        | —        | ze             | z                     | [z]                     |
| ﮊ       | ﮋ       | —        | —        | je             | j                     | [ʒ]                     |
| ﺱ       | ﺲ       | ﺴ        | ﺳ        | sin            | s                     | [s]                     |
| ﺵ       | ﺶ       | ﺸ        | ﺷ        | şın            | ş                     | [ʃ]                     |
| ﺹ       | ﺺ       | ﺼ        | ﺻ        | sad            | s                     | [s]                     |
| ﺽ       | ﺾ       | ﻀ        | ﺿ        | dad            | d, z                  | [d]                     |
| ﻁ       | ﻂ       | ﻄ        | ﻃ        | tı             | t                     | [t]                     |
| ﻅ       | ﻆ       | ﻈ        | ﻇ        | zı             | z                     | [z]                     |
| ﻉ       | ﻊ       | ﻌ        | ﻋ        | ayn            | ', h (vagy nem ejtik) | [ʕ]                     |
| ﻍ       | ﻎ       | ﻐ        | ﻏ        | gayn           | g, ğ                  | [ʁ]                     |
| ﻑ       | ﻒ       | ﻔ        | ﻓ        | fe             | f                     | [f]                     |
| ﻕ       | ﻖ       | ﻘ        | ﻗ        | kaf            | k                     | [q]                     |
| ﻙ       | ﻚ       | ﻜ        | ﻛ        | kef            | k, g, ğ, n            | [k]                     |
| ﮒ       | ﮓ       | ﮕ        | ﮔ        | gef¹           | g, ğ                  | [g]                     |
| ﯓ       | ﯔ       | ﯖ        | ﯕ        | nef, sağır kef | n                     | [ñ]                     |
| ﻝ       | ﻞ       | ﻠ        | ﻟ        | lam            | l                     | [l]                     |
| ﻡ       | ﻢ       | ﻤ        | ﻣ        | mim            | m                     | [m]                     |
| ﻥ       | ﻦ       | ﻨ        | ﻧ        | nun            | n                     | [n]                     |
| ﻭ       | ﻮ       | —        | —        | vav            | v, o, ö, u, ü         | [v], [o], [œ], [u], [y] |
| ﻩ       | ﻪ       | ﻬ        | ﻫ        | he             | h, e, a               | [h], [æ]                |
| ﻯ       | ﻰ       | ﻴ        | ﻳ        | ye             | y, ı, i               | [j], [i]                |

### Számok
Az oszmán-török nyelvben a kelet-arab számokat használták.
| Szám | Arab szám | Modern török megfelelője |
| ---- | --------- | ------------------------ |
| ٠    | 0         | sıfır                    |
| ۱    | 1         | bir                      |
| ۲    | 2         | iki                      |
| ٣    | 3         | üç                       |
| ٤    | 4         | dört                     |
| ٥    | 5         | beş                      |
| ٦    | 6         | altı                     |
| ٧    | 7         | yedi                     |
| ٨    | 8         | sekiz                    |
| ٩    | 9         | dokuz                    |
| ۱٠   | 10        | on                       |

## Fordítás
- Ez a szócikk részben vagy egészben  az   Ottoman Turkish című angol Wikipédia-szócikk fordításán alapul.  Az eredeti cikk szerkesztőit annak laptörténete sorolja fel. Ez a jelzés csupán a megfogalmazás eredetét és a szerzői jogokat jelzi, nem szolgál a cikkben szereplő információk forrásmegjelöléseként.